# Rita Maestre
Rita Maestre Fernández (Madrid, 13 de abril de 1988) es una politóloga y política española, concejal del Ayuntamiento de Madrid, donde es portavoz del grupo municipal Más Madrid. Entre junio de 2015 y junio de 2019 fue portavoz del Gobierno del Ayuntamiento de Madrid y delegada del Área de Portavocía, Coordinación de la Junta de Gobierno y Relaciones con el Pleno. 
Fue candidata a la alcaldía de Madrid en las elecciones municipales de 2023 por la coalición electoral Más Madrid-Verdes Equo.

## Biografía
Nació en el barrio madrileño de Ventas el 13 de abril de 1988. Es hija de Marisa Fernández, funcionaria en el Ayuntamiento de Madrid y de Luis Maestre, alto cargo de la Agencia Tributaria de Madrid. Estudió Ciencias Políticas en la Universidad Complutense de Madrid y ha realizado estudios de un posgrado en Economía Internacional y Desarrollo.
Ha sido activista del movimiento estudiantil contra el Proceso de Bolonia, y participó en la asociación anticapitalista Contrapoder de la Facultad de Políticas y Sociología. Fue fundadora del colectivo Juventud Sin Futuro y formó parte del movimiento 15M.
Entre 2015 y 2019, fue portavoz del gobierno municipal, delegada del Área de Portavocía, Coordinación de la Junta de Gobierno y Relaciones con el Pleno y miembro de la Junta de Gobierno de la Ciudad de Madrid. Desde junio de 2019 es portavoz de Más Madrid en la capital.  
Está casada con el escritor y editor Manuel Guedán (Madrid, 1985), doctor en Literatura latinoamericana por la Universidad Autónoma de Madrid y autor de la novela Los sueños asequibles de Josefina Jarama, entre otras obras. El 15 de agosto de 2022 anunció su primer embarazo.

## Trayectoria
Rita Maestre ha trabajado como dependienta, encuestadora y traductora de textos para la Università di Bologna.
Su carrera política comenzó en Podemos, donde fue responsable, desde el 15 de noviembre de 2014, del Área de Políticas de Bienestar del Consejo Ciudadano de Podemos y fue también responsable del Área de Estrategia y Campañas del Consejo Ciudadano de Madrid.
En las elecciones municipales de mayo de 2015 ocupó el puesto n.º 5 de Ahora Madrid en la lista liderada por Manuela Carmena. En el gobierno municipal (2015-2019) de Madrid fue la portavoz del Gobierno y asumió también la Coordinación de la Junta de Gobierno y Relaciones con el Pleno.
Concurrió a las elecciones municipales de mayo de 2015, en el puesto n.º 5 de Ahora Madrid, la lista liderada por Manuela Carmena. En el gobierno municipal de Madrid (2015-2019), fue la portavoz del Gobierno y asumió el Área de Coordinación de la Junta de Gobierno y Relaciones con el Pleno. 
En esos años fue vicepresidenta de la Federación de Municipios de Madrid, representante del Ayuntamiento de Madrid en la comisión de Cooperación al Desarrollo de la Federación Española de Municipios y Provincias y secretaria general de la Unión de Ciudades de Capitales Iberoamericanas. También ha sido vocal en el consejo de administración de Mercamadrid.
Estuvo vinculada a Podemos hasta el 12 de noviembre de 2018, cuando fue suspendida de militancia por su intención de concurrir a las elecciones municipales de 2019 con la plataforma de la alcaldesa Manuela Carmena.
En las elecciones municipales de mayo de 2019 ocupó el puesto n.º 3 de la candidatura de Más Madrid en la lista que volvió a liderar Manuela Carmena. Esta formación fue la más votada en dichas elecciones, si bien no pudo formar gobierno en esta ocasión. Tras la constitución del pleno del Ayuntamiento, se convirtió en la portavoz de medios del grupo municipal Más Madrid, responsabilidad que desempeñó hasta julio de 2020. Tras una reestructuración interna del grupo municipal, se convirtió en la portavoz de Más Madrid en el Ayuntamiento de Madrid.
Maestre ha impulsado proyectos en el pleno municipal que plantean transformar la ciudad de Madrid, como la remodelación de las calle de Bravo Murillo y paseo de Santa María de la Cabeza, la creación de una red ciclista en el interior de la ciudad, la creación de una red de refugios climáticos, la conexión de parques de la ciudad con espacios verdes y peatonales o la reducción del tráfico de vehículos contaminantes, entre otros.[cita requerida] Fue la candidata por Más Madrid a la alcaldía en las elecciones al Ayuntamiento de Madrid, en mayo de 2023, quedando en segunda posición por lo que se convirtió en líder de la oposicón.
Entre 2008 y 2016 mantuvo una relación sentimental con el también político Íñigo Errejón. Tras salir a la luz en octubre de 2024 actitudes machistas presuntamente constitutivas de delito por parte de éste, Maestre afirmó públicamente sentirse engañada por un misógino que parecía un buen novio. Casada desde 2018 con el escritor Manuel Guedán, tienen una hija nacida en 2023.

### Protesta en la capilla de la Universidad Complutense
En 2011, participó en una protesta contra la presencia de edificios religiosos en la universidad en la capilla de la Facultad de Filosofía y Letras de la Universidad Complutense de Madrid. Los participantes protestaron con el torso desnudo y gritando invectivas. Cuatro años después, el partido de extrema derecha Alternativa Española y el Centro Jurídico Tomás Moro acusaron a Maestre. El fiscal llegó a solicitar un año de prisión.  
La alcaldesa de Madrid, Manuela Carmena, y varios centenares de políticos, personalidades y mujeres del movimiento feminista mostraron su solidaridad con la portavoz del Ayuntamiento de Madrid con un manifiesto de apoyo.
El juicio se celebró el 18 de febrero de 2016 por el Juzgado de lo Penal número 6 de Madrid, donde afirmó no recordar la literalidad de lo dicho y producido. Un mes después, el 18 de marzo, fue condenada a pagar una multa de 4320 euros, a razón de 12 euros diarios durante 12 meses, tras considerar probada el Tribunal su participación en los actos en la capilla e incurrir en un delito contra los sentimientos religiosos. En abril de 2016, la defensa de Rita Maestre recurrió la sentencia y, en mayo del mismo año, el Ministerio Público impugnó el recurso de apelación de Rita Maestre contra su condena. El 16 de diciembre de 2016, la Audiencia Provincial de Madrid absolvió por decisión unánime a Rita Maestre del delito del que se le acusaba.